# Еріон
Еріо́н (Eriocnemis) — рід серпокрильцеподібних птахів родини колібрієвих (Trochilidae). Представники цього роду мешкають в Андах.

## Види
Виділяють одинадцять видів:
- Еріон чорний (Eriocnemis nigrivestis)
- Еріон колумбійський (Eriocnemis isabellae)[13]
- Еріон фіолетовогорлий (Eriocnemis vestita)
- Еріон чорноногий (Eriocnemis derbyi)
- Еріон синьогорлий (Eriocnemis godini)
- Еріон золотогрудий (Eriocnemis cupreoventris)
- Еріон синьолобий (Eriocnemis luciani)
- Еріон золотоволий (Eriocnemis mosquera)
- Еріон болівійський (Eriocnemis glaucopoides)
- Еріон синьогрудий (Eriocnemis mirabilis)
- Еріон смарагдовий (Eriocnemis aline)

## Етимологія
Наукова назва роду Eriocnemis походить від сполучення слів дав.-гр. εριον — вовна, шерсть і κνημις — черевик, чобіт.